# Карен (речовина)
Карен — біциклічний терпен (монотерпен). Відомі 4 ізомери, які відрізняються положенням подвійного зв'язку.
Карени легко окислюються киснем повітря, при дії кислих агентів ізомеризуються з розривом трьохчленного кільця.

## Застосування
Карен застосовують для отримання пахучих речовин, зокрема ментолу, вальтерилацетату тощо. Карен-3 міститься у скипидарі, його застосовують для синтезу вальтерилацетату.